# Светлодолинский сельский совет (Мелитопольский район)
Светлодолинский сельский совет (укр. Світлодолинська сільська рада) — входит в состав
Мелитопольского района
Запорожской области
Украины.
Административный центр сельского совета находится в 
с. Светлодолинское
.

## История
- 1921 — дата образования.

## Населённые пункты совета
- с. Светлодолинское
- с. Каменское
- с. Орлово
- с. Прилуковка
- с. Травневое